# Partij voor Europese Politiek
De Partij voor Europese Politiek (PEP) was een Nederlandse politieke partij.
De PEP deed mee aan de Europese Parlementsverkiezingen 2009 en de gemeenteraadsverkiezingen 2010 in Midden-Delfland maar behaalde bij beide geen enkele zetel. De lijsttrekker was Nees Pellikaan.

## Geschiedenis en ideologie
De PEP werd voor de Europese parlementsverkiezingen van 2009 opgericht door de politicoloog Nees Pellikaan, die op dat moment nog werkzaam was voor de Europese parlementsfractie van de PvdA. Hij was dan ook niet woonachtig in Nederland, maar in het Belgische Tervuren. Naar eigen zeggen voelde hij zich verplicht om mee te doen aan de verkiezingen omdat hij zich zorgen maakte over de economische crisis en de dreigende bezuinigingen. Vanwege zijn achternaam werd het logo van de partij een pelikaan. Op de lijst kwamen zes kandidaten.
De PEP streefde naar meer sociale integratie in de EU en er moest binnen 5 jaar een 'nieuw Europees pact' gesloten worden. De partij pleitte voor afschaffing van de WW en de invoering van een Europees basisinkomen met een 'maatschappelijke inspanningsplicht'. Verder moest er een Europese vennootschapsbelasting komen. Ook pleitte PEP voor hervorming van het Europees Parlement. Tijdens de campagne was Pellikaan zeer kritisch op de media. Hij stelde dat het 'schandalig' was dat zij de PEP weinig aandacht gaven. Met 2427 stemmen (0,05%) behaalde de partij geen zetel.
In 2010 besloot de PEP mee te doen aan de gemeenteraadsverkiezingen in de Zuid-Hollandse gemeente Midden-Delfland. Pellikaan was de enige kandidaat op de lijst. Met 75 stemmen (0,87%) haalde de partij ook hier geen zetel.
In september 2014  schrapte de Nederlandse Kiesraad de naam van de PEP uit het register.